# What's The Harm?
What's The Harm? ("Wat schaadt 't?") is een online catalogus van verhalen die gaan over mensen die gewond geraakt of doodgegaan zijn vanwege foutieve informatie of een gebrek aan kritisch denken. De website wordt onderhouden door eigenaar Tim Farley.

## Inhoud
Als antwoord op de vraag "What's the harm?" ("Wat schaadt 't?" of "Wat kan het kwaad?") ordent en catalogiseert de website gevallen waarin een gebrek aan skepticisme precies schade veroorzaakte of ertoe leidde. Door het inzichtelijk maken van gedocumenteerde verslagen over uiteenlopende schaamtelijke gevallen (variërend van gêne tot verwondingen en de dood) beweert What's The Harm dat kritisch denken in het dagelijks leven een noodzakelijke vaardigheid is. In plaats van in discussie te treden, presenteert de website honderden voorbeelden van nadelige gevolgen door de afwezigheid van rationaliteit. Het fungeert als een hedendaagse en feitelijke versie van de Fabels van Aesopus.

## Ontvangst
De site heeft lof ontvangen vanuit de skeptische gemeenschap. James Randi noemde het "een belangrijke site" in zijn nieuwsbrief SWIFT. Voorzitter Phil Plait van de James Randi Educational Foundation schreef op zijn blog van Discover: "Wanneer iemand je nu vraagt "Wat schaadt 't?" kan je hem rechtstreeks naar What's The Harm? sturen... Het is een interessante plek om rond te klikken."
De bestuursvoorzitter van The Skeptics Society, Michael Shermer, zei over de site: "Ik vind het uitstekend. 'Wat schaadt 't?' is de vraag die iedereen van ons skeptici wordt gevraagd iedere keer dat we interviews op tv geven of met mensen discussiëren over irrationele opvattingen. En die zijn vaak erg schadelijk."
Penn Jillette van Penn & Teller noemde het in zijn videoblog Penn Says "een ontzettend goede website". "Het is fantastisch, het is een geweldige site. Als iemand over iets tegen je zegt 'wat schaadt 't', ga naar What's The Harm en ga het na."
De site is ook in de mainstreammedia genoemd als een handig naslagwerk in artikelen over alternatieve geneeswijzen, pseudowetenschap en het paranormale.

## Kritiek
Anderen hebben de site bekritiseerd. Len Torine van de American Vegetarian Association zei over het deel van de site dat over vegetarisme gaat: "Dat zijn alleen maar extreme gevallen die niets te maken hebben met veganisme of vegetarisme. Het is gewoon onzin. Het is gewoon stom." De auteur van de site meldde dat hij die en andere pagina's heeft aangepast wanneer de kritiek terecht was.

## Geschiedenis
Tijdens een lezing bij Skeptics in the Pub in Boston vertelde Farley over de oorsprong van de website: nadat hij Penn Jillettes had horen spreken over The Amaz!ng Meeting (TAM), besloot hij de vijfde editie van die conferentie bij te wonen. Toen hij ondergedompeld was geweest in een omgeving met zo veel mensen die zich hadden toegelegd op kritisch denken, vroeg hij zich af: "Wat kan ik doen?".
In zijn interview op de podcast Skepticality sprak Farley over zijn sterke belangstelling voor wetenschap (hij was een natuurkundemajor aan het Georgia Institute of Technology) en dat hij zijn interesses nog nooit had ingezet in een bepaald soort activisme. "Het was alsof er een bom afging in mijn hoofd", zei Farley over zijn ingeving tijdens het evenement van de James Randi Educational Foundation (JREF). Het viel hem op dat verhalen over mensen die letsel of ander nadeel werden toegebracht door pseudowetenschap vaak werden gebruikt als insteek voor artikelen over skepticisme, maar dat er geen enkele opslagplaats was voor die items.
Oorspronkelijk zou het "The Wall of Harm" ("De Schademuur") heten als een herdenkingsplaats zoals die bij het Vietnam Veterans Memorial, waar de namen van de slachtoffers die stierven ten gevolge van pseudowetenschap of ander onkritisch denken zouden worden tentoongesteld. Farley hoopte dat een dergelijke herinnering "waarom we er zijn" zou helpen om skeptici te verenigen in hun campagne tegen zulke onwetenschappelijke praktijken en de voorstanders van kritisch denken zou motiveren tijdens evenementen als TAM.
Een reeks discussies met collega's leidde tot de huidige vorm: een gecategoriseerd, doorzoekbaar archief waarvan Steven Novella zegt dat een antwoord geeft op degenen "die schouderophalend onwetenschappelijke of frauduleuze geneeswijzen niet als probleem zien."
Tijdens een interview met Richard Saunders op de podcast The Skeptic Zone van de Australian Skeptics, besprak Farley dat hij wilde proberen om te blijven concentreren op "concrete verhalen van mensen die daadwerkelijk pijn ondervonden" die hij kon citeren met een soort "degelijke documentatie". Hij stelde dat hij het formaat simpel wilde houden zodat iedereen op comfortabele wijze toegang had tot de verhalen, op iedere browser en zonder flitsende video's. Hij hoopte de site nog uit te breiden naar langere uitgelichte verhalen van enkele beter gedocumenteerde of populairdere gevallen. Saunders zei dat de site "een schat aan informatie bevat, als iemand je vraagt "wat schaadt 't?", kun je naar deze website rennen en zien dat de schade... een gebrek aan kritisch denken is".
De in 2012 gestarte JREF-podcast Consequence wordt gekenmerkt door persoonlijke narratieven in pseudowetenschappelijk denken. De website What's the Harm? wordt geëtaleerd door het verzorgen van werkelijke aantallen en referenties. In aflevering 3 werd het verhaal verteld van een vrouw die was opgevoed als Christian Scientist en zich vaak had afgevraagd waarom haar nichtje als zuigeling was gestorven. Ze vertelde dat ze ontdekte dat het kind was gestorven na onthouding van een medische behandeling, ten gunste van gebed alleen. Ze kwam achter deze waarheid doordat ze de referentie tegenkwam op de website What's the Harm?. Farley verhaalde dat dit de eerste keer was dat een familielid hem benaderde met een dergelijk ontdekking.